# بعثة جول دومون دو أورفيل

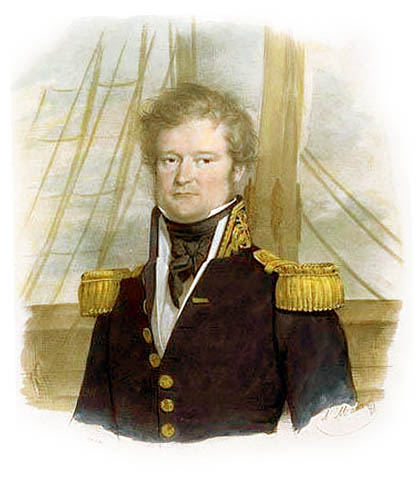
Jules dumont d urville

بعثة جول دومون دو أورفيل ابحرت في 1837 من ميناء طولون في رحلة إلى القطب الجنوبى بقيادة جول دومون دو أورفيل (ولد في 23 مايو 1790 في كوندي سور نويراويا، وتوفى في 8 مايو 1842 في ميدون). وكان دومونت دروفيل يهدف إلى الإبحار ابعد من 74°15′ S التي وصل اليها جيمس ويديل في 1823 وبعد مسح في مضيق ماجلان وصلت سفن البعثة إلى حزم الجليد عند 63°29′ S, 44°47′ W ولكن السفن كانت غير قادرة على الإبحار في الجليد. لذلك اتجهوا غربا زائرين جنوب جزر أوركنى، وجنوب جزر سيتلاند، وأكثشف جزر جوانفيل، وارض ولويس فيليب قبل ان يجبرهم مرض الاسقربوط (Scurvy): أو ما يسمى بمرض بارلو وهو ضعف الشعيرات الدموية إلى التوقف في تلكهونو في تشيلى.
بعد ذلك ابحرت البعثة في المحيط الهادئ إلى جزر فيجى والبيليو (الآن بالاو), غينيا الجديدة وبورنيو وعادوا إلى القطب الجنوبى املين في اكتشاف القطب المغناطيسى في القطاع الغير مستكشف من 120° إلى 160 ° شرقا وفي يناير 1840 ابحرت البعثة إلى ساحل أديلي جنوب أستراليا مطلقين عليه اسم مدام دروفيل وعادوا إلى فرنسا في اواخر 1841

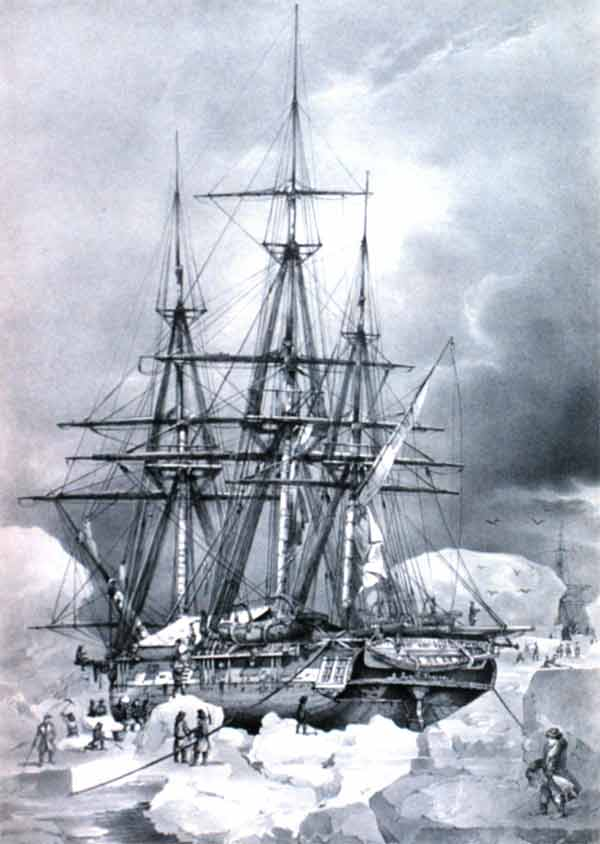
Dumont-d'Urville.web

يوجد الآن قاعدة فرنسيه في القطب الجنوبى باسم محطة دومون دو أورفيل